# Фалькенмайер, Ральф
Ральф Фалькенма́йер (нем. Ralf Falkenmayer; 11 февраля 1963, Франкфурт-на-Майне, Германия) — немецкий футболист, выступавший на позиции полузащитника.

## Карьера
Фалькенмайер, игравший на позиции опорного полузащитника, сыграл 385 матчей в Бундеслиге за франкфуртский «Айнтрахт» и леверкузенский «Байер 04». Вместе с «Айнтрахтом» он выиграл кубок Германии 1981 года. Вместе с «Байером» он выиграл Кубок УЕФА 1987/88, несмотря на его промах в серии пенальти в финальном матче.
За национальную сборную Ральф Фалькенмайер провёл 4 матча с 1984 по 1986 год. Он принял участие в чемпионате Европы по футболу 1984, проходившем во Франции.